# Super Robot Chogokin
Super Robot Chogokin è una serie di giocattoli prodotta dall'azienda giapponese Bandai. Uscita nel 2010 la serie è un derivato di Soul of Chogokin da cui ha preso spunto, i personaggi sono leggermente inferiori come dimensioni, hanno più "posabilità" e generalmente hanno un prezzo alla vendita inferiore ai "fratelli maggiori". I modelli prodotti sono riproduzioni fedeli di personaggi di famose serie anime.
Chogokin fu usato da Go Nagai già nel 1972 nelle sue produzioni, termine che indica il metallo fantasioso con cui sarebbe stato assemblato Mazinga Z, protagonista della omonima serie anime. Il termine Chogokin venne utilizzato in seguito dalla Popy (già anzienda della Bandai) per indicare giocattoli contenenti alcune parti in metallo. Il primo prodotto dell suddetta Popy fu un modello molto fedele di Mazinga Z.
Le confezioni di vendita sono molto particolari e complete di tanti accessori del personaggio: armi, scudi, mani di ricambio, raggi particolari e molto altro. Sono stati prodotti anche dei Weapon set, ovvero armi e parti specifiche per alcuni modelli tipo Mazinga Z e Gaogaigar.
La serie S.R.C. a tutt'oggi è in continua espansione ed a tutto il 2013 si possono contare diversi personaggi. I prezzi variano a seconda della complessità del modello e dei componenti ad esso collegati, come ad esempio il prezzo del Goldrake è di 5250 yen (circa 39€) e del Mazinkaiser 7140 Yen (circa 53€).

## Modelli
Lista aggiornata a maggio 2016
- Alteisen
- Armored Core V
- Aquarion Evol
- Aquarion Solar
- Black Getter
- Brave Police J-Decker
- Dai-Guard
- Gaofightgar
- Gaogaigar
- Gear Fighter Dendoh
- God Raideen
- Getter Robot
- Giant Robot
- God Sigma
- Gokaioh
- Goldrake
- Goldrake limited edition
- Grande Mazinga
- Gunbuster
- Gurren Lagann
- Jeeg robot
- Kantam Robot
- Knight Gear Oger
- Layzner
- Magiking
- Mazinga Z
- Mazinkaiser
- Mazinkaiser SKL
- Might Gaine
- Megazord
- Raideen
- Shinken Oh
- Shin Getter Robot
- Shin Mazinger
- Weissritter
- Volfogg
- Zeorymer